# Науменко Віра Орестівна
Віра Орестівна Науменко (нар. 12 квітня 1951; с.Тарасівка, Чорнобаївський район, Черкаська область) — українська вчена ,кандидат педагогічних наук, доцент, професор кафедри початкової освіти та методик гуманітарних дисциплін Педагогічного інституту, Київського університету імені Бориса Грінченка.

## Життєпис
Науменко Віра Орестівна народилася 12 квітня 1951 року в с.Тарасівка Чорнобаївського району Черкаської області. 1958 року вступила до 1 класу Тарасівської початкової школи. У 1966 році закінчила Новожиттівську восьмирічну школу. Після школи вступила до Корсунь-Шевченківського педучилища (1966-1970), потім — до Уманського педагогічного інституту. Отримала спеціальність вчителя початкових класів.
Працювала вчителем початкових класів Новожиттівської восьмирічної школи (1970), вчитель початкових класів Крестителевської середньої школи Черкаської області (1971). Після одруження, у 1974-1978 роках працювала у вінницькій середній школі №5. У 1978-1981 роках методист кабінету виховної роботи, методист кабінету початкової освіти Вінницького обласного інституту підвищення кваліфікації вчителів.
Після переїзду до м. Києва працювала (1981-1986) методистом (старшим методистом) Республіканського навчально-методичного кабінету підручників, навчально-наочних посібників та технічних засобів навчання (Республіканського навчально-методичного кабінету) Міністерства освіти УРСР.
У 1986-1989 роках навчалась в аспірантурі Науково-дослідного інституту педагогіки УРСР за спеціальністю «Теорія і історія педагогіки». 1989 року працювала старшим викладачем кафедри початкової освіти і дошкільного виховання Київського міського інституту удосконалення вчителів.
У 1991 році — старший викладач кафедри методики початкового навчання Київського міжрегіонального інституту удосконалення вчителів. Того ж року захистила дисертацію на здобуття наукового ступеня кандидата педагогічних наук.
1994 року — доцент кафедри методики початкового навчання Київського міжрегіонального інституту удосконалення вчителів ім. Б. Д. Грінченка
У 1996 році присвоєно вчене звання доцента кафедри методики початкового навчання Київського міжрегіонального інституту удосконалення вчителів ім. Б. Д. Грінченка.
2000 — 2002 року працює доцентом кафедри методики початкового навчання Київського міжрегіонального інституту удосконалення вчителів ім.Б. Д. Грінченка.
У 2002 — 2008 роках — завідувач кафедри теорії і методики початкового навчання (кафедри теорії, методики і психології початкової освіти та індивідуального навчання) Київського міського педагогічного
університету ім. Б. Д. Грінченка.
З 2008 році — професор кафедри теорії початкової освіти, індивідуального навчання та методик викладання дисциплін гуманітарного циклу Інституту дошкільної, початкової і мистецької освіти (Педагогічного інституту) Київського університету імені Бориса Грінченка.

## Захоплення
Захоплюється театром, любить подорожувати.

## Основні публікації
Підручники, навчальні посібники, програми
- Науменко В.О. Вивчення в учнів початкових класів умінь працювати з текстом. – К.: Навч. посіб., 1994. – 75 с
- Науменко В.О. Рекомендації до використання в початкових класах комплекту картин «Загадки, скоромовки». – К.: Мистецтво, 1988. – 26 с.
- Науменко В.О. Журавлятко: книга для додаткового читання. – К.: Екон, 1992. – 96 с.
- Науменко В.О. Читанка: Підручник для 2 класу: У 2 ч./ В.Науменко. – К.: Навчальна книга, 2004.– Ч. 1 – 112 с. (рекомендовано МОН України (лист 1 / 11-2115 від 01.07.2002 р.)
- Науменко В.О. Читанка: Підручник для 2 класу: У 2 ч./ В.Науменко. – К.: Навчальна книга, 2004.– Ч. 2 – 112 с. (рекомендовано МОН України (лист 1 / 11-2115 від 01.07.2002 р.)
- Науменко В.О. Читанка: Підручник для 3 класу: У 2 ч. /В. Науменко. – К.: Навчальна книга, 2004.– Ч.1–128 с.
- Науменко В.О. Читанка: Підручник для 3 класу: У 2 ч./В. Науменко. – К.: Навчальна книга, 2004.– Ч. 2–128 с.
- Науменко В.О. Читанка: Підручник для 4 класу: У 2 ч./В. Науменко. – К.: Навчальна книга, 2004.– Ч. 1 – 127 с. (рекомендовано МОН України (лист 1 / 11-1008 від 12.03.2004 р.)
- Науменко В.О. Читанка: Підручник для 4 класу: У 2 ч./ В.Науменко. – К.: Навчальна книга, 2004.– Ч. 2 – 127 с.
- Науменко В.О. Риторика: Навчальний посібник для 1–го класу / В. Науменко, М. Захарійчук . – К. : Літера ЛТД, 2008. – 72 c.
- Науменко В.О. Післябукварик: Навчальний посібник з рідної мови для 1 класу. – видання друге, доповнене / М. Вашуленко, В. Науменко, М.Захарійчук.– К. : Літера ЛТД, 2010. – 112 с. (рекомендовано МОН України (лист від 1 / 11-1365 від 01.04.2004 р.)
- Науменко В.О. Послебукварик: навчальний посібник з російської мови для 1 класу / М. Вашуленко, В. Науменко, М. Захарійчук. – К. : Літера ЛТД, 2010. – 112 с. (рекомендовано МОН України (лист від 1 / 11-4211 від 12.08.2004 р.)
- Науменко В.О. Риторика: Навчальний посібник для 2–го класу / В.О. Науменко, Захарійчук М.Д., – К.: Літера ЛТД, 2010. – 104 c. (рекомендовано МОН України (лист від 1 / 11-5275 від 13.07.2009 р.)
- Науменко В.О. Риторика: Навчальний посібник для 3–го класу / В.О. Науменко, М.Д. Захарійчук– К.: Літера ЛТД, 2010. – 110 с. (рекомендовано МОН України (лист від 1 / 11-5275 від 13.07.2009 р.)
- Науменко В.О. Риторика: Навчальний посібник для 4–го класу / В.О. Науменко, М.Д. Захарійчук. – К.: Літера ЛТД, 2010. – 110 с. (рекомендовано МОН України (лист від 1 / 11-5275 від 13.07.2009 р.)
- Науменко В.О. Читанка: підручник для 2 класу загальноосві.навч.закладів: у 2 ч. / В.О.Науменко. – Вид.2–ге, доопрац.–К.: Генеза, 2010. – Ч.– 1. – 144 с. (затверджено МОН України (наказ МОН України № 427 від 05.06.2006 р.)
- Науменко В.О. Читанка: підручник для 2 класу загальноосві.навч.закладів: у 2 ч./ В.О.Науменко. – Вид.2–ге, доопрац.–К.: Генеза, 2010. – Ч.– 2. – 144 с. (затверджено МОН України (наказ МОН України № 427 від 05.06.2006 р.)
- Науменко В.О. Перші кроки: кн. для позакл. читання в 1 кл. / Віра Науменко, Ірина Сухопара. – К.: Літера ЛТД, 2010. – 160 с.
- Науменко В.О. Чарівне слово: кн. для позакл. читання у 2 кл. / В.О.Науменко, І.Г.Сухопара. – К.: Літера ЛТД, 2010. – 160 с. (рекомендовано МОН України (лист № 1 / 11 – 6576 від 22.12.2004 р.)
- Науменко В.О. Веселкова читанка: кн. для позакл. читання в 3 кл. Ч.1. / В.О.Науменко, І.Г.Сухопара. – К.: Літера ЛТД, 2010. – 112 с. (рекомендовано МОН України (лист № 1 / 11 – 6576 від 22.12.2004 р.)
- Науменко В.О. Веселкова читанка: кн. для позакл. читання в 3 кл. Ч.2. / В.О.Науменко, І.Г.Сухопара. – К.: Літера ЛТД, 2010. – 112 с. (рекомендовано МОН України (лист № 1 / 11 – 6576 від 22.12.2004 р.)
- Науменко В.О. Вікно у світ: кн. для позакл. читання в 4 кл. Ч.1. / В.О.Науменко, І.Г.Сухопара. – К.: Літера ЛТД, 2010.– 128 с.
- Науменко В.О. Вікно у світ: кн. для позакл. читання в 4 кл. Ч.2. / В.О.Науменко, І.Г.Сухопара. – К.: Літера ЛТД, 2010.– 128 с.
- Науменко В.О. Основи риторики. Програма для 1–2 класів / Віра Науменко, Мар’яна Осколова // Початкова освіта. – 2008. – № 29. – С. 3 – 7
- Науменко В.О. Риторика. 1 – 4 класи / В. О. Науменко, М.Д. Осколова // Програми курсів за вибором для загальноосвітніх навчальних закладів. Варіативна складова Типових навчальних планів / Упор.: Л.Ф.Щербакова, Г.Ф.Древаль.– Тернопіль: Мандрівець, 2009.– С. 5 – 32.
- Науменко В.О. До уроків риторити в початкових класах: методичний посібник / В.О.Науменко, М.Д.Захарійчук – К.: Літера ЛТД, 2010.– 128 с.
- Науменко В.О., Сухопара І.Г. Веселкова читанка: книга для позакласного читання в 3 класі. Ч. 1.. – К.: Літера ЛТД, 2010. – 112 с

Статті в фахових виданнях
- Науменко В.О. Робота над художнім твором на уроках читання. Початкова школа. – 1985. – № 6. – С. 31–34.*
- Науменко В.О. Орієнтовне тематичне планування уроків читання за підручником: Науменко В.О. Читанка, 3 клас (друга частина) / В.Науменко // Початк. шк. – 2005. – №1. – С. 19 – 25.
- Науменко В.О. Орієнтовне тематичне планування уроків читання (4 клас) / В.Науменко // Початк. шк. – 2005. – № 2. – С. 36 – 40.
- Науменко В.О. Як працювати за посібником «Післябукварик» / М.Вашуленко, В.Науменко, М.Захарійчук // Початк. шк. – 2005. – № 2. – С.8 – 12.
- Науменко В.О. Орієнтовне планування уроків читання (2 клас, друга частина) / В.Науменко // Початк. шк. – 2005. – № 3. – С. 31 – 36.
- Науменко В.О. Мистецтво побудови виступу як складова культури мислення молодшого школяра / В.Науменко // Початк. шк. – 2007. – № 7. – С. 34 – 35.
- Науменко В.О. Навчання вдумливого читання і розуміння художнього твору / В.Науменко // Початк. шк. – 2008. – № 7. – С. 50 – 51.
- Науменко В.О. Риторика Спілкуймося красно / В.Науменко, М. Осколова // Початк. шк. – 2009. – № 9. – С. 43 – 45.
- Науменко В.О. Орієнтовне тематичне планування уроків читання за підручником: Науменко В.О. Читанка, 3 клас (друга частина) / В.Науменко // Початкова школа. – 2005. – №1. – С.19 – 25
- Науменко В.О. Орієнтовне тематичне планування уроків читання (4 клас) / В.Науменко// Початкова школа. – 2005. – № 2. – С. 36 – 40
- Науменко В.О. Орієнтовне планування уроків читання (2 клас, друга частина) / В.Науменко// Початкова школа. – 2005. – № 3. – С. 31 – 36.
- Науменко В.О. Мистецтво побудови виступу як складова культури мислення молодшого школяра / В. Науменко // Початкова школа. – 2007. – № 7. – С. 34 –35.
- Науменко В.О. Навчання вдумливого читання і розуміння художнього твору / В.Науменко // Початкова школа. – 2008. – № 7. – С. 50–51.
- Науменко В.О. Риторика Спілкуймося красно /В.Науменко, М. Осколова// Початкова школа.–2009.–№ 9.–С.43–45.
- Науменко В.О. Урок риторики в початкових класах / В. Науменко // Початкова школа.– 2010.– № 3.– С .21 – 24.

Статті в наукових виданнях
- Науменко В.О. Літературний розвиток молодших школярів / В.О.Науменко // Початкова освіта. – 2009. – № 11. – С.6 – 9.
- Науменко В.О. Риторика. Методичні рекомендації. 3–4 класи / В.О.Науменко, М.Д.Осколова // Початкова освіта.– 2009.– № 41. – С. 2 – 4.
- Науменко В.О. Основи риторики. Програма для 1-2 класів / Віра Науменко, Мар’яна Осколова // Початкова освіта. – 2008. – № 29. – С. 3 – 7.
- Науменко В.О. Риторика 1-й клас / В. Науменко, М. Осколова // Початкова освіта. – 2007. – № 38 – С. 13 – 16.
- Науменко В.О. Вибір прийомів аналізу віршів пейзажної лірики / В. Науменко // Початкова освіта. 2007. – №4. – С. 2 – 4.
- Науменко В.О. Заговори, щоб я тебе побачив / В.Науменко, М. Осколова // Початкова освіта. – 2008. – №39. – С. 3 – 7.
- Науменко В.О. Підготовка вчителя до розвитку творчої діяльності учнів початкових класів на основі загадки / В.Науменко // Початкова освіта. – 2008. – № 44. – С. 20.
- Науменко В.О. Підготовка студентів до опрацювання казки із використанням методу моделювання / В.Науменко // Початкова освіта. – 2008. – № 44. – С. 18.
- Науменко В.О., Осколова М.Д. Риторика. Методичні рекомендації. 3–4 класи / В.О. Науменко, М.Д. Осколова // Початкова освіта. – 2009. – № 14.– С. 2 – 4.
- Науменко В.О. Особливості роботи на уроках риторики / М. Осколова, В. Науменко // Початкова освіта. – 2010. – № 3. – С. 21 – 24.
- Науменко В.О. Робота над технікою мовлення / М. Осколова, В. Науменко // Початкова освіта. – 2010. – № 12. – С. 5 – 8.
- Науменко В.О. Активне слухання / М. Осколова, В. Науменко // Початкова освіта. – 2010. – № 12. – С. 9 – 10.
- Науменко В.О. Листування / М. Осколова, В. Науменко // Початкова освіта.–2010.– № 12.– С.10 –11.
- Науменко В.О. Уроки риторики / М. Осколова, В. Науменко // Початкова освіта. – 2010. – № 12. – С. 12 – 17.
- Науменко В.О. Уроки риторики в початкових класах / М. Осколова, В. Науменко // Початкова освіта. – 2010. – № 3. – С. 21 – 24.

Матеріали конференцій, тези доповідей
- Науменко В.О. Про особливості читанки. / В.Науменко // Сучасні технології навчання у початковій освіті: Матеріали Всеукр. наук.-практ. конф. (13–14 квітня 2006 року) / Ред. кол. : З.Ф. Сіверс, О.Л. Кононко, Е.В. Бєлкіна та ін. – К. :КМПУ ім. Б.Д. Грінченка. – 2006 р. С.111– 114[1].
- Науменко В.О. До розуміння поетичної мови через зміст навчального матеріалу читанки (авт. В.О. Науменко) / Віра Орестівна Науменко // Український шкільний підручник у європейському вимірі: Матеріали Міжнар. наук.-практ. конф. (21 – 22 жовтня 2009 р., м. Вінниця) / Ред. кол. : С.І.Дровозюк, Л.А. Киянко-Романюк, Н.В.Василенко та ін.– Вінниця: ВОІПОПП, 2009.– С.198 −2003.

## Відзнаки і нагороди
- 1983 — Відмінник народної освіти.
- 2003 — Грамота Головного управління освіти і науки Київської міської державної адміністрації.
- 2008 — Подяка Київського міського голови.
- 2009 — Почесна грамота Міністерства освіти і науки України.